# 게마인데

게마인데(독일어: Gemeinde)는 독일의 나라의 행정 구역 단위 중 최소 단위로, 수장이나 지방 의회등의 자치 제도가 있는 것을 뜻한다.
또는 독일어 단어로는 행정 구역 뿐만 아니라 교구, 시민단체, 조합 등을 일컫기도 한다.